# Ovinnik

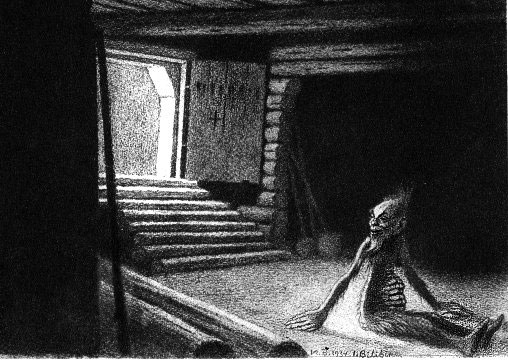
Ovinnik. Desenho de Ivan Bilibin, 1934

O Ovinnik é um espírito malévolo da casa de debulha no folclore eslavo. É propenso a queimar as casas de debulha ao pôr fogo nos grãos. Para aplacá-lo, camponeses ofereciam a ele galos e panqueca. Na véspera do Ano Novo, o toque de um Ovinnik determinaria suas fortunas para o Novo Ano. Um toque morno significava boa sorte e fortuna, enquanto um toque frio significava infelicidade.